# Mablethorpe and Sutton
Mablethorpe and Sutton est une paroisse civile du Lincolnshire, en Angleterre. Elle est située au bord de la Mer du Nord, et inclut les villages de Mablethorpe, Trusthorpe, Sutton-on-Sea et Sandilands ainsi que, à l'intérieur des terres, Thorpe.